# 콘스탄틴 스타니슬랍스키

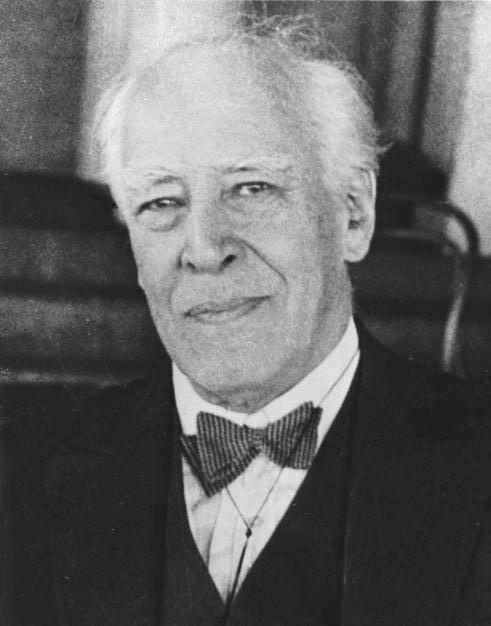
콘스탄틴 스타니슬랍스키

콘스탄틴 세르게예비치 스타니슬랍스키(러시아어: Константи́н Серге́евич Станисла́вский, 1863년~1938년)는 러시아의 연출가이며 배우이다. 러시아의 모스크바 예술극장(Moscow Art Theater)을 창립했다. 안톤 체호프의 작품을 연출한 것으로 유명하다. 그가 주장한 연기 기법은 오늘날의 사실적인 연기 방식의 원조이자 모범이 되었다.

## 연극 사상
그가 만들어 낸 시스템이 종래의 연극 시스템과 근본적으로 다른 것은 무엇보다도 우선 예술창조의 결과가 아니라, 그러한 결과를 낳게 하는 원인을 분명히 갖고 있는 점이다. 그가 제일 흥미를 느낀 것은 희로애락이란 정(情)의 외면적인 모습이 아니라, 그것이 태어나 발전하는 과정과 논리였다. 그는 배우 예술에 있어서 자기가 주장하는 방향을 '마음으로 체험하는 예술'이라 이름짓고, 이것을 '형태로 나타내는 예술'과 구별하고 있다. 그는 예술 창조의 순간에 있어서의 심리체험의 성실성을 배우예술의 가장 중요한 특수성이라 생각하고, 관객에게 사상적·정감적(情感的)으로 작용하는 최대의 힘을 갖는 것은 그러한 예술임을 강조하였다.

## 사실적인 연기
스타니슬랍스키는 무대 위에서 배우가 자연스럽게 연기하여, 연극을 관람하는 관객이 마치 실제 현실이 눈앞에서 펼쳐지는 것처럼 느껴야한다고 여겼다. 메소드 연기(Method acting)라고도 하는데 이를 위해 우선 그는 배우의 연기법이 바뀌어야 한다고 생각했다. 고전 극에서 등장하는 왕이나 영웅 역할 같이 과장되고 격한 연기는 관객에게 사실적인 느낌을 주기 힘들었던 것이다.
일상생활 속에서 우리에게 친숙해져 있는 모든 행동은, 그것이 아무리 단순한 행동이라 해도 각광을 받으며 수천 명의 대중 앞에 섰을 때는 경직된다. 바로 그렇기 때문에 자신을 바로잡고, 걷고, 앉고, 눕는 법을 새롭게 익힐 필요성이 있다. 무대 위에서 보고 듣는 법을 재교육 받아야 한다.

이를 위한 그의 구체적인 조언은 다음과 같다. 
첫째, 배우는 무대에서 자연스럽고 설득력있게 행동하고 우리가 일상생활에서 들을 수 있는 목소리를 내려고 노력해야한다. 둘째, 배우는 자신이 맡은 등장 인물이 지닌 "내적 진실"을 전해줄 수 있어야 한다. 셋째, 배우는 무대 위에 드러나는 인물의 삶을 현실처럼 지속적이고 역동적인 것으로 표현해야 한다. 넷째, 같은 장면에 나오는 다른 연기자와 호흡을 잘 맞출 수 있어야 한다.

너무 크고 과격한 행동이나 과장되고 괴상한 목소리는 사실적인 연기에 도움이 되지 않는다. 배우는 등장 인물의 특성을 드러낼 습관 같은 것을 알 필요가 있다. 예를 들어, 자신을 바보 같다고 여기는 인물을 스스로를 주먹으로 쥐어박는 행동을 습관적으로 할 수 있다.
아무리 맡은 배역이 지닌 객관적인 겉 모양을 똑같이 흉내내더라도, 등장 인물의 마음 속에서 타오르는 욕망과 감정의 소용돌이를 배우에게서 관객이 느끼지 못하면, 소용이 없다. 옷과 행동만 흉내낸다면, 관객은 배우를 '가짜 인형'으로 느낄 것이다. 배우는 등장 인물이 정말 원하는 것이 무엇인지 파악하고 있어야한다. 예를 들어 연극에서 겉으로는 잘난 체를 하며 남을 무시하고 공격하는 행동을 하는 인물이라도, 그/그녀가 삶에서 정말 원하는 것은 다른 사람의 '사랑'일 수 있다. 이때 그 인물의 목표는 '남에게 사랑 받는 것'이다. 배우는 자신이 맡은 역할의 마음 속 진짜 목표를 알고, 그것을 관객에게 느끼게 할 수 있어야 한다.
배우 중에는 극 중에서 자신이 맡은 역할이 대사를 할 때만 열심히 연기하고, 대사가 없을 때는 누워있거나 움직이지 않는 사람이 있다. 그러나 현실에서 사람은 말을 하지 않는다고 바로 죽지 않는다.
스타니슬랍스키는 배우에게 마음 속으로 "집중의 원"(circle of attention)을 그리라고 권한다. 말 그대로 이 원을 그릴 때는, 배우가 집중해야하는 공간을 포함하게 그려야한다. 처음에는 작게 그려서 구체적인 사물을 담는 정도에 그친다. 그러다가 다른 연기자도 포함되도록, 점점 그 원을 넓게 그려 나가야 한다. 이렇게 여러 배우들이 서로를 신경쓰면서 호응하는 연기를, "앙상블 연기(ensemble)"라고 한다.

## 같이 보기
- 리 스트래스버그